# Benjamin Pavard
Benjamin Pavard (Maubeuge, 28 de março de 1996) é um futebolista francês que atua como zagueiro e lateral-direito. Atualmente, defende a Internazionale.

## Primeiros anos
Benjamin Jacques Marcel Pavard nasceu em 28 de março de 1996 em Maubeuge, Nord.

## Carreira no clube

### Início de carreira
Pavard jogou pela primeira vez no clube de sua cidade natal em Jeumont, onde o ex-atacante internacional da França, Jean-Pierre Papin, também começou sua carreira.
Descoberto por Jean-Michel Vandamme, Pavard ingressou na academia do Lille aos nove anos de idade. Ele fez sua estreia na Ligue 1 em 31 de janeiro de 2015 contra o FC Nantes, jogando a partida completa em um empate fora de casa por 1 a 1. Pavard fez 21 aparições na liga ao longo de duas temporadas pelo Lille, antes de deixar o clube em 2016.

### VfB Stuttgart

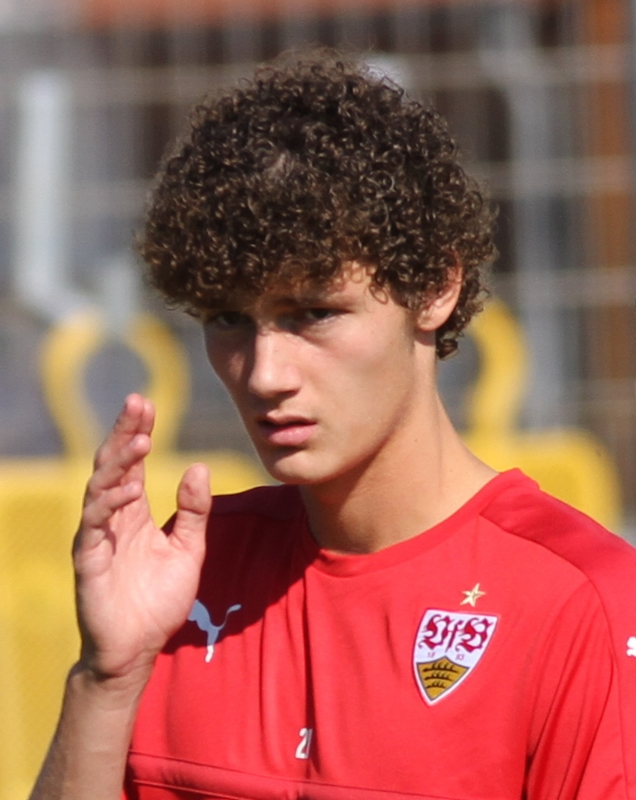
Pavard treinando com o VfB Stuttgart em 2016

Em 30 de agosto de 2016, Pavard transferiu-se para o VfB Stuttgart, assinando um contrato de quatro anos. Ele fez sua estreia na 2. Bundesliga em 3 de outubro, marcando em uma vitória em casa por 4 a 0 sobre o SpVgg Greuther Fürth. Ele jogou 21 partidas e sua equipe encerrou a temporada como campeã da liga.
Pavard fez sua estreia na Bundesliga em 19 de agosto em uma derrota por 2 a 0 contra o Hertha BSC. Ele marcou seu primeiro gol na Bundesliga com um belo cabeceio de costas em 29 de outubro, em uma vitória por 3 a 0 sobre o SC Freiburg na Mercedes-Benz Arena. Ele estendeu seu contrato com o Stuttgart em 20 de dezembro de 2017 até 30 de junho de 2021.
Ele foi um dos únicos quatro jogadores a participar de todos os segundos da temporada 2017–18 Bundesliga. Ele jogou em várias posições, principalmente como lateral direito, zagueiro central, meio-campista defensivo e ponta direita, mas depois da nomeação de Tayfun Korkut como treinador em janeiro de 2018, ele passou a atuar exclusivamente como zagueiro central; a equipe sofreu 10 gols em seus últimos 14 jogos, indo de quase rebaixamento para terminar em 7º lugar, ficando por pouco sem uma vaga na UEFA Europa League.
Na temporada 2018–19, Pavard novamente foi um jogador regular enquanto o Stuttgart lutava contra o rebaixamento durante toda a temporada, o que foi confirmado com a derrota para o 1. FC Union Berlin em um playoff.

### FC Bayern München
Em 9 de janeiro de 2019, o FC Bayern München confirmou a contratação de Pavard para a temporada 2019-20, com um contrato de cinco anos até 30 de junho de 2024.
Ele fez sua estreia competitiva em 3 de agosto na derrota por 2 a 0 na Supercopa da Alemanha de 2019 contra o Borussia Dortmund, entrando aos 80 minutos como substituto de Thiago Alcântara. Em 31 de agosto, ele marcou seu primeiro gol pelo clube para empatar o jogo em uma vitória em casa por 6 a 1 sobre o Mainz 05. Em 11 de fevereiro de 2021, Pavard marcou o único gol do Bayern na vitória por 1 a 0 contra o Tigres UANL na final da Copa do Mundo de Clubes da FIFA de 2020, assegurando o sexto troféu do clube em um ano.
Em 26 de outubro de 2022, ele marcou seu primeiro gol na Liga dos Campeões em uma vitória por 3 a 0 fora de casa contra o Barcelona. Uma semana depois, ele marcou um gol na vitória por 2 a 0 contra a Inter de Milão, onde o Bayern de Munique terminou em primeiro lugar no Grupo C com seis vitórias em seis jogos pela segunda temporada consecutiva. Em 11 de março de 2023, ele marcou dois gols no primeiro tempo em uma vitória por 5 a 3 sobre o FC Augsburg.
Em sua última temporada, Pavard atuou por 43 jogos e marcou sete gols e uma assistência pelos bávaros. Por lá, foi campeão da Bundesliga e Supertaça da Alemanha.
Pavard encerrou sua passagem pelo Bayern com 160 partidas pelo gigante  em quatro temporadas, e conquistou dez títulos, incluindo quatro Bundesligas (2020, 2021, 2022 e 2023) e a Liga dos Campeões em 2020.

### Internazionale
Em 30 de agosto de 2023, assinou um contrato com a Internazionale até 2028. O clube italiano pagou cerca de 32 milhões de euros (cerca de R$159 milhões) para o Bayern de Munique.

## Seleção Francesa
Em 6 de novembro de 2017, Pavard foi selecionado pelo treinador da seleção francesa, Didier Deschamps, para os jogos amigáveis contra as seleções do País de Gales e da Alemanha. Ele fez sua estreia contra o País de Gales em 10 de novembro em uma vitória por 2 a 0 no Stade de France, substituindo Christophe Jallet no intervalo.
Em 17 de maio de 2018, ele foi convocado para o elenco francês de 23 jogadores para a Copa do Mundo FIFA de 2018 na Rússia. Em 16 de junho, Pavard fez sua estreia na Copa do Mundo em uma vitória por 2 a 1 sobre a Austrália. Em 30 de junho, Pavard marcou seu primeiro gol internacional, um voleio de fora da área, em uma vitória por 4 a 3 sobre a Argentina nas oitavas de final da Copa do Mundo. O gol foi posteriormente eleito como o gol do torneio e indicado para o Prêmio Puskás do ano. Ele também se tornou o primeiro defensor francês a marcar um gol na Copa do Mundo desde que Lilian Thuram marcou contra a Croácia na semifinal da Copa do Mundo de 1998. Pavard venceu a Copa do Mundo, após iniciar todas as partidas da França, exceto o último jogo da fase de grupos contra a Dinamarca.
Na Euro 2020 da UEFA, Pavard sofreu uma lesão na cabeça na vitória de abertura da França por 1 a 0 sobre a Alemanha, mas continuou jogando. Ele disse após o jogo que se sentiu "um pouco atordoado por 10 a 15 segundos". Isso aparentemente quebrou o protocolo da UEFA de que um jogador mostrando sinais de concussão deve ser retirado da partida, independentemente de concordar ou não com o jogador ou o treinador. Após analisar os relatórios dos médicos da equipe francesa, a UEFA concluiu que Pavard nunca perdeu a consciência e estava certo em continuar jogando.
Em 9 de novembro de 2022, ele foi convocado para o elenco francês de 25 jogadores para a Copa do Mundo FIFA de 2022 no Catar.

## Estatísticas
Atualizado em 12 de janeiro de 2023.

### Clubes
| Equipe            | Temporada         | Campeonato nacional | Campeonato nacional | Copa nacional | Copa nacional | Competições continentais | Competições continentais | Outros torneios | Outros torneios | Total | Total |
| Equipe            | Temporada         | Jogos               | Gols                | Jogos         | Gols          | Jogos                    | Gols                     | Jogos           | Gols            | Jogos | Gols  |
| ----------------- | ----------------- | ------------------- | ------------------- | ------------- | ------------- | ------------------------ | ------------------------ | --------------- | --------------- | ----- | ----- |
| Lille             | 2014–15           | 8                   | 0                   | —             | —             | —                        | —                        | —               | —               | 8     | 0     |
| Lille             | 2015–16           | 13                  | 0                   | 1             | 0             | 3                        | 0                        | —               | —               | 17    | 0     |
| Lille             | Total             | 21                  | 0                   | 1             | 0             | 3                        | 0                        | —               | —               | 25    | 0     |
| Stuttgart         | 2016–17           | 21                  | 1                   | 0             | 0             | —                        | —                        | —               | —               | 21    | 1     |
| Stuttgart         | 2017–18           | 34                  | 1                   | 2             | 0             | —                        | —                        | —               | —               | 36    | 1     |
| Stuttgart         | 2018–19           | 31                  | 0                   | 0             | 0             | —                        | —                        | —               | —               | 31    | 0     |
| Stuttgart         | Total             | 86                  | 2                   | 2             | 0             | —                        | —                        | —               | —               | 88    | 2     |
| Bayern de Munique | 2019–20           | 32                  | 4                   | 6             | 0             | 8                        | 0                        | 1               | 0               | 47    | 4     |
| Bayern de Munique | 2020–21           | 24                  | 0                   | 1             | 0             | 7                        | 0                        | 4               | 1               | 36    | 1     |
| Bayern de Munique | 2021–22           | 25                  | 0                   | 1             | 0             | 10                       | 0                        | –               | –               | 36    | 0     |
| Bayern de Munique | 2022–23           | 13                  | 1                   | 1             | 0             | 6                        | 2                        | 1               | 1               | 21    | 4     |
| Bayern de Munique | Total             | 94                  | 5                   | 9             | 0             | 31                       | 2                        | 6               | 2               | 140   | 9     |
| Total da carreira | Total da carreira | 201                 | 7                   | 12            | 0             | 34                       | 2                        | 6               | 2               | 253   | 11    |

### Seleção Francesa
Atualizado em 19 de junho de 2023.
| Ano   | Jogos | Gols |
| ----- | ----- | ---- |
| 2017  | 2     | 0    |
| 2018  | 16    | 1    |
| 2019  | 9     | 0    |
| 2020  | 4     | 1    |
| 2021  | 11    | 0    |
| 2022  | 5     | 0    |
| 2023  | 2     | 1    |
| Total | 49    | 3    |

## Títulos
Stuttgart
- 2. Bundesliga: 2016–17

Bayern de Munique
- Campeonato Alemão: 2019–20, 2020–21, 2021–22 e 2022–23
- Copa da Alemanha: 2019–20
- Liga dos Campeões da UEFA: 2019–20
- Supercopa da UEFA: 2020
- Supercopa da Alemanha: 2020, 2021, 2022
- Copa do Mundo de Clubes da FIFA: 2020

Internazionale
- Supercopa da Itália: 2023
- Campeonato Italiano – Série A: 2023–24

Seleção Francesa
- Copa do Mundo FIFA: 2018